# Exocoetus
Exocoetus là một chi cá chuồn.

## Loài
Chi này có 5 loài được công nhận:
- Exocoetus gibbosus Parin & Shakhovskoy, 2000
- Exocoetus monocirrhus J. Richardson, 1846
- Exocoetus obtusirostris Günther, 1866
- Exocoetus peruvianus Parin & Shakhovskoy, 2000
- Exocoetus volitans Linnaeus, 1758